# دينامي
دينامي (كالابريان اليونانية: Δύναμις) هي كومونا في مقاطعة فيبو فالينتيا بمنطقة قلورية الإيطالية، وتقع على بعد 90 كيلومترًا (56 ميلًا) جنوب غرب قطنصار، و32 كيلومترًا (20 ميلًا) جنوب شرق فيبو فالينتيا.
اعتبارًا من 31 ديسمبر 2004 وصل عدد سكانها 3،258 نسمة، ومساحتها 44.1 كيلومتر مربع (17.0 ميل مربع).